# Procheiros nomos
Procheiros nomos (altgriechisch Πρόχειρος νόμος ‚handliches Gesetz‘, auch latinisiert Prochiron) ist ein mittelbyzantinisches Gesetzbuch des 10. Jahrhunderts.
Der Procheiros nomos ist in 40 Titel gegliedert. Er gibt sich in seiner Intitulatio als ein Werk der zwischen 870 und 879 gemeinsam regierenden Kaiser Basileios I., Konstantinos und Leon VI. aus; in Wahrheit wurde es aber erst 907 von Leon VI. promulgiert. Das Prooimion wurde von Leon VI. verfasst. Der Kompilator der 40 Titel ist unbekannt, doch könnte Symbatios an der Ausarbeitung beteiligt gewesen sein. 
Zweck der Anfertigung des Procheiros nomos war es, die Eisagogē tou nomou durch ein neues Einführungslehrbuch zu ersetzen, wobei diese als Grundlage verwendet wurde, die dem Patriarchen Photios zugeschriebenen Fälschungen und Verfälschungen des Corpus iuris civilis aber beseitigt wurden. 13 Kapitel des Procheiros nomos enthalten neue Verordnungen Leons VI. Das die meisten Gebiete des Privat- und Strafrechts umfassende Werk ist in zahlreichen Handschriften überliefert und diente mehreren Rechtsbüchern, z. B. dem Prochiron auctum und der Hexabiblos des Konstantinos Harmenopoulos, als Vorlage. 